# Yên Trịnh hầu
Yên Trịnh hầu (chữ Hán: 燕鄭侯; trị vì: 764 TCN-729 TCN), là vị vua thứ 14 của nước Yên - chư hầu nhà Chu trong lịch sử Trung Quốc.
Ông là con của Yên Ai hầu- vị vua thứ 13 nước Yên, không rõ tên thật của ông là gì. Năm 765 TCN, Yên Ai hầu mất, Yên Trịnh hầu lên nối ngôi.
Sử sách không ghi rõ những hành trạng của ông trong thời gian ở ngôi cũng như những sự việc xảy ra liên quan đến nước Yên dưới thời của Trịnh hầu.
Năm 729 TCN, Yên Trịnh hầu qua đời. Ông làm vua được 36 năm. Con ông là Yên Mục hầu lên nối ngôi.